# Skogsalpklocka
Skogsalpklocka (Soldanella montana) är en viveväxtart som beskrevs av Carl Ludwig von Willdenow. Enligt Catalogue of Life ingår Skogsalpklocka i släktet alpklockor och familjen viveväxter, men enligt Dyntaxa är tillhörigheten istället släktet alpklockor och familjen viveväxter. Arten förekommer tillfälligt i Sverige, men reproducerar sig inte. Inga underarter finns listade i Catalogue of Life.

## Bildgalleri

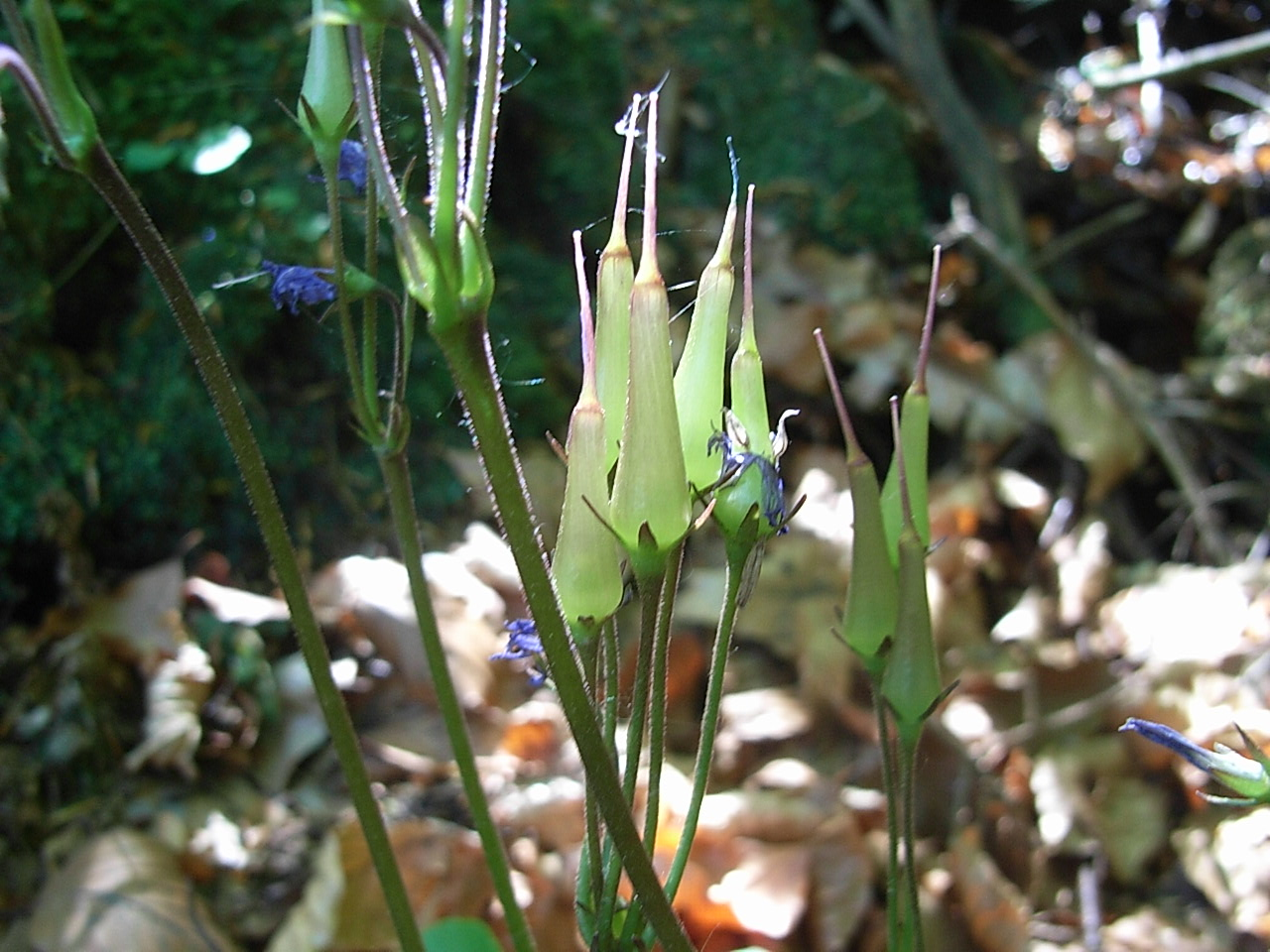
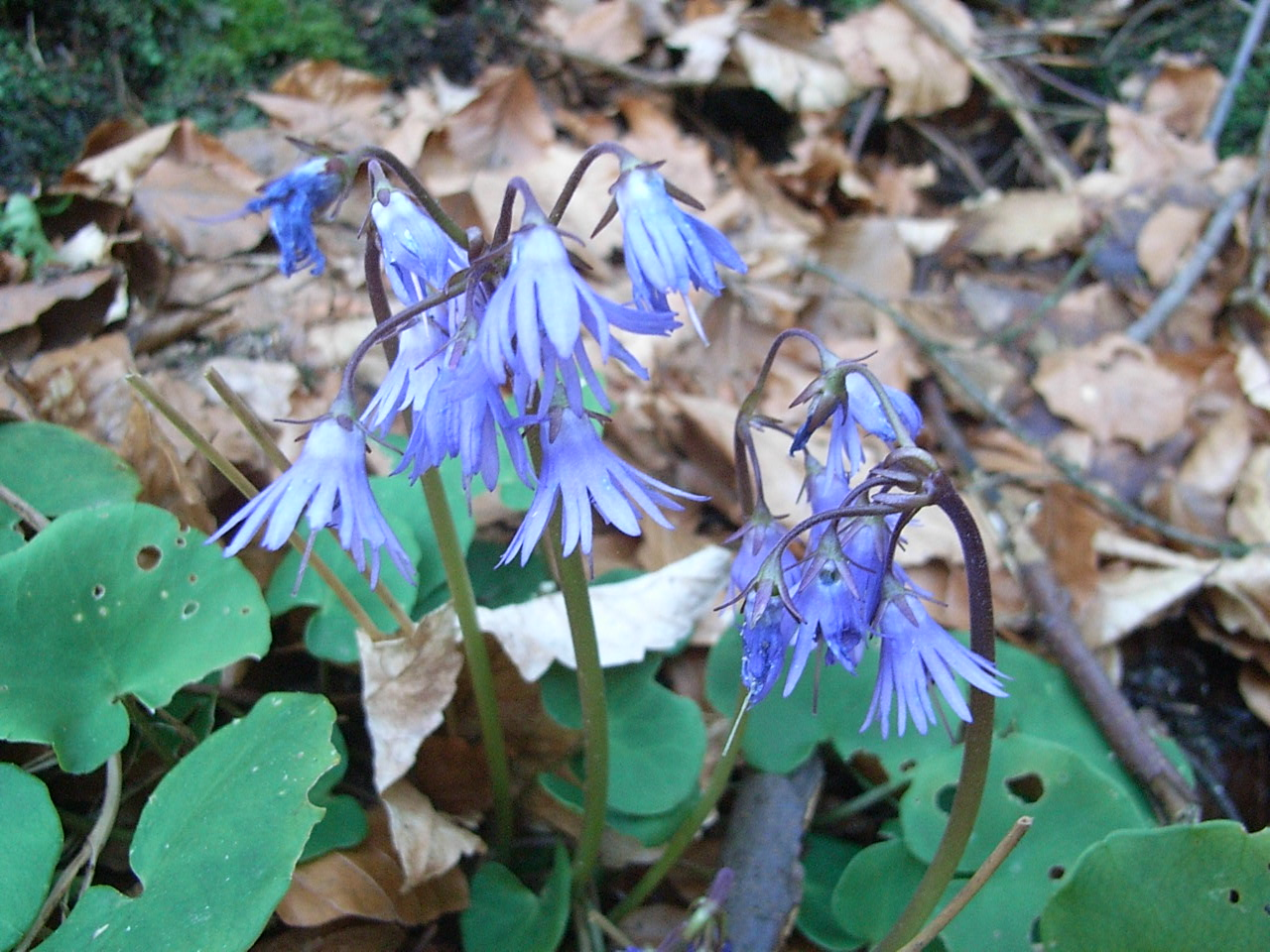
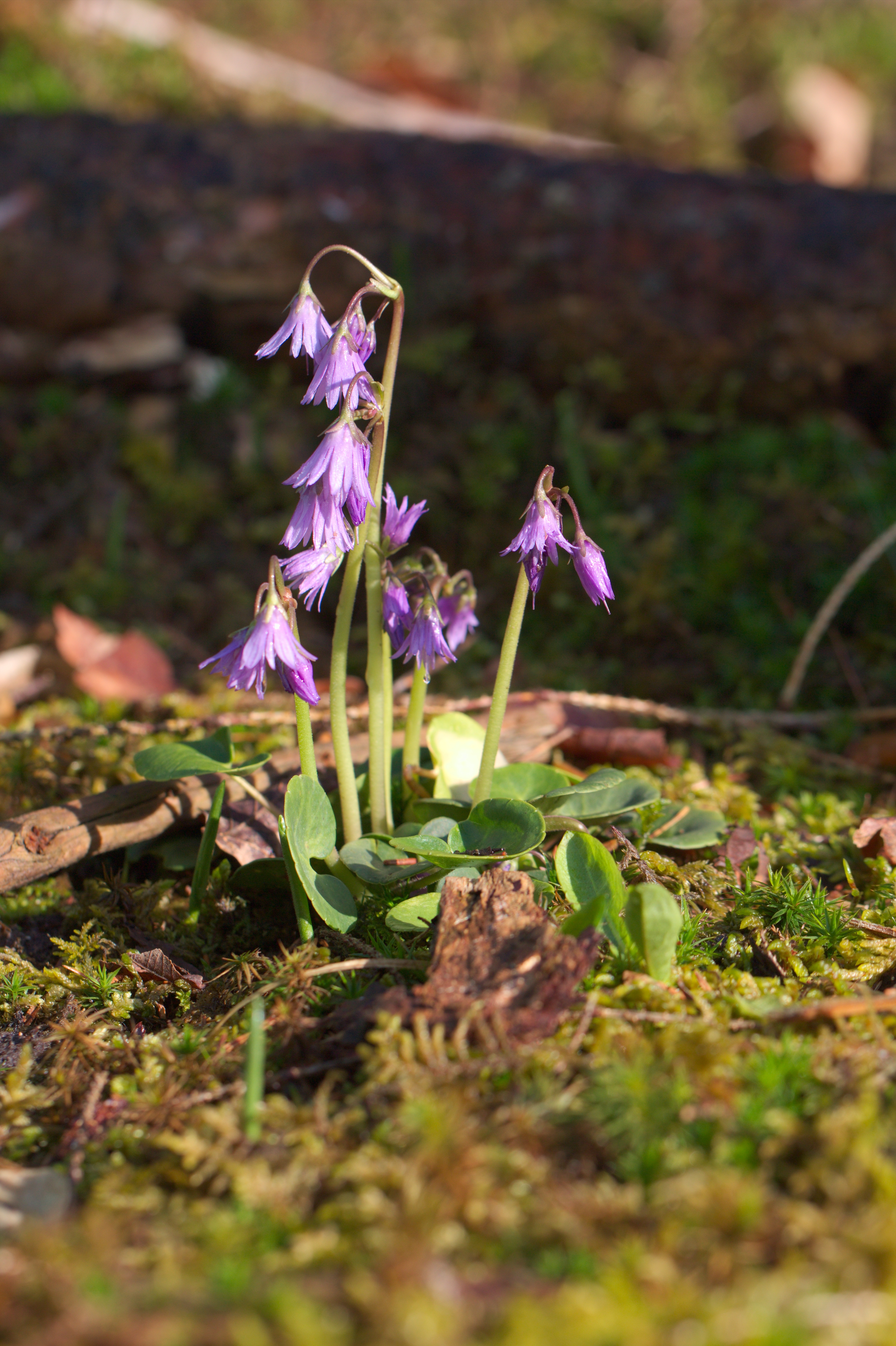
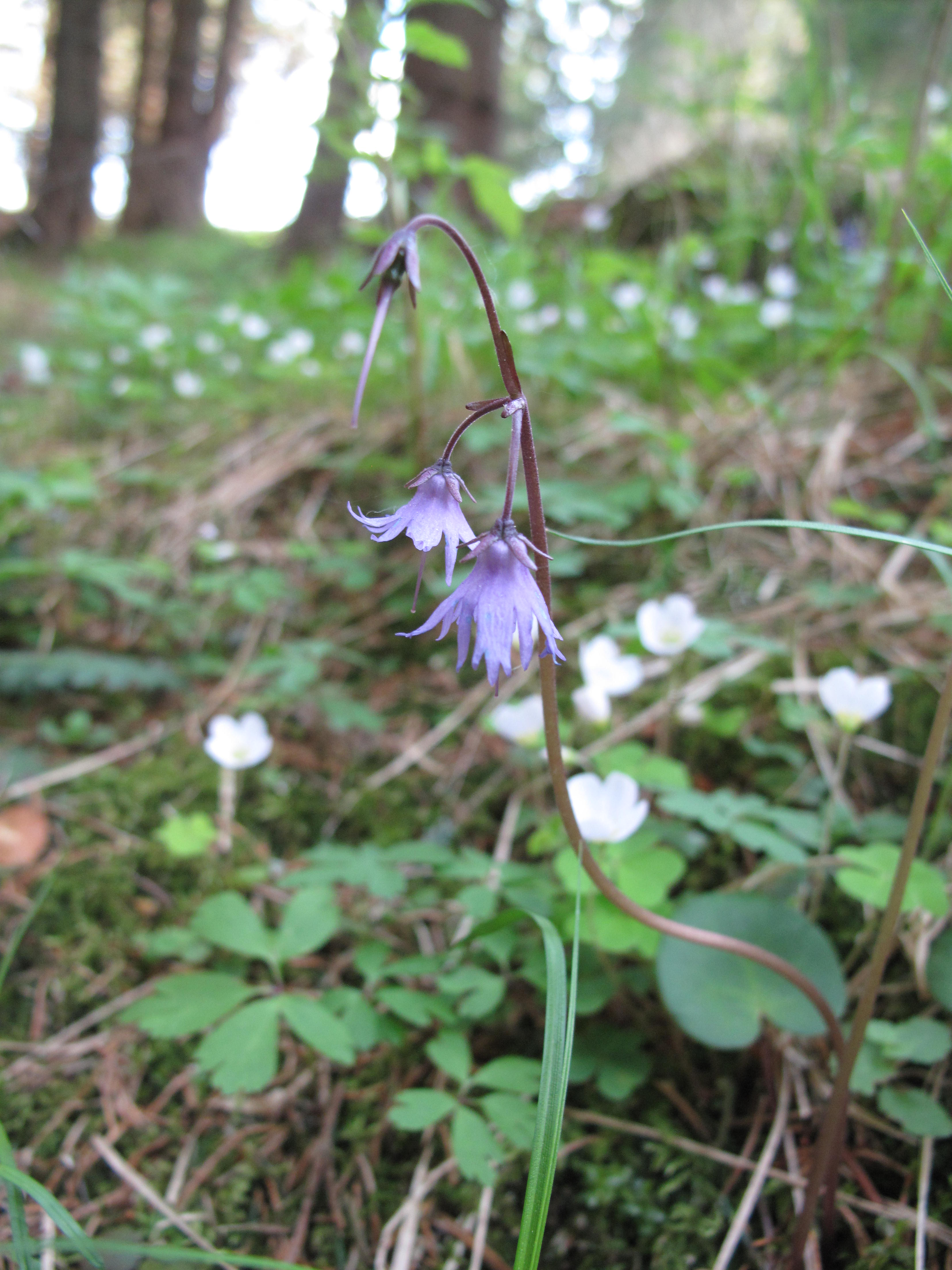
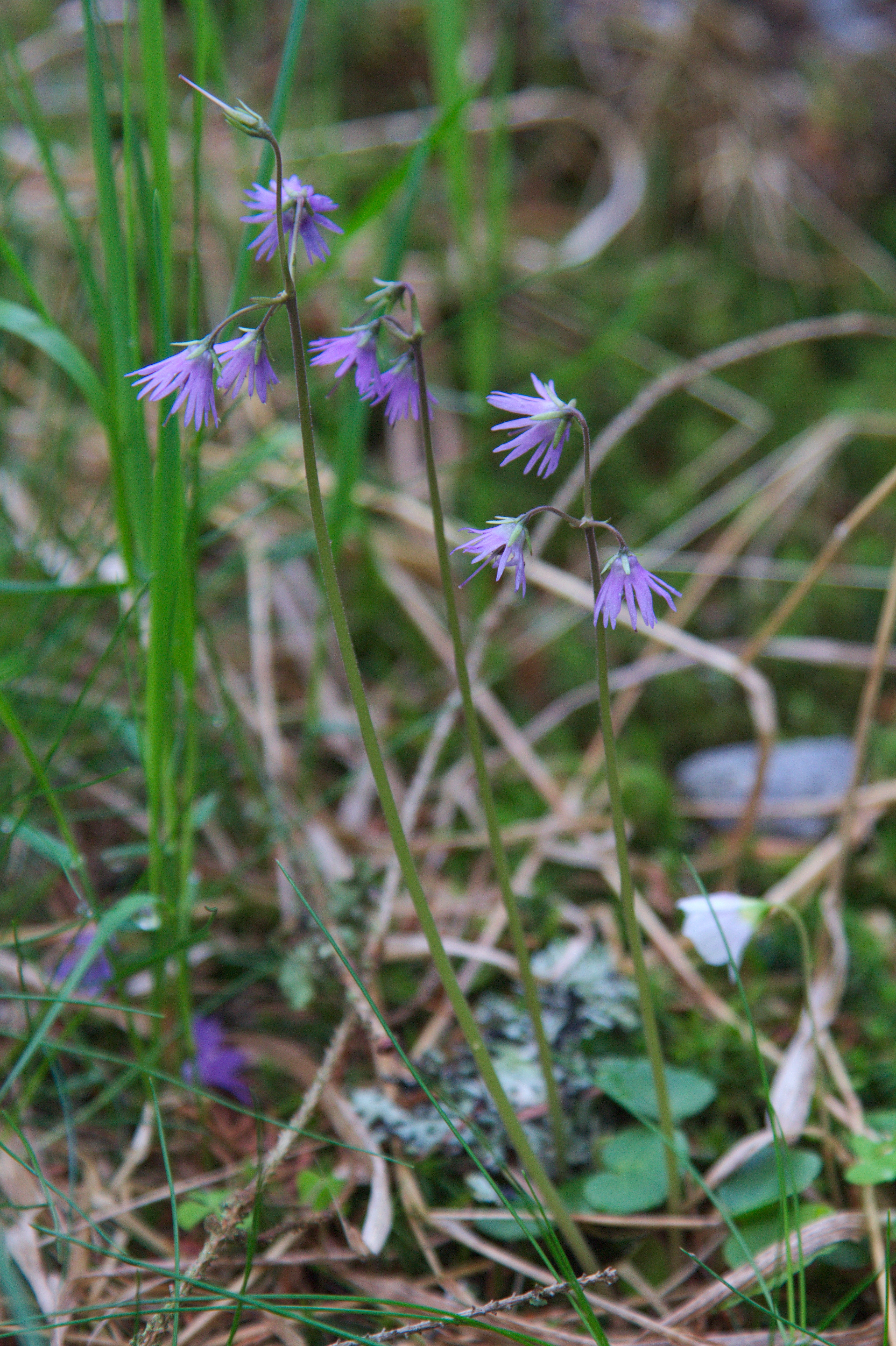
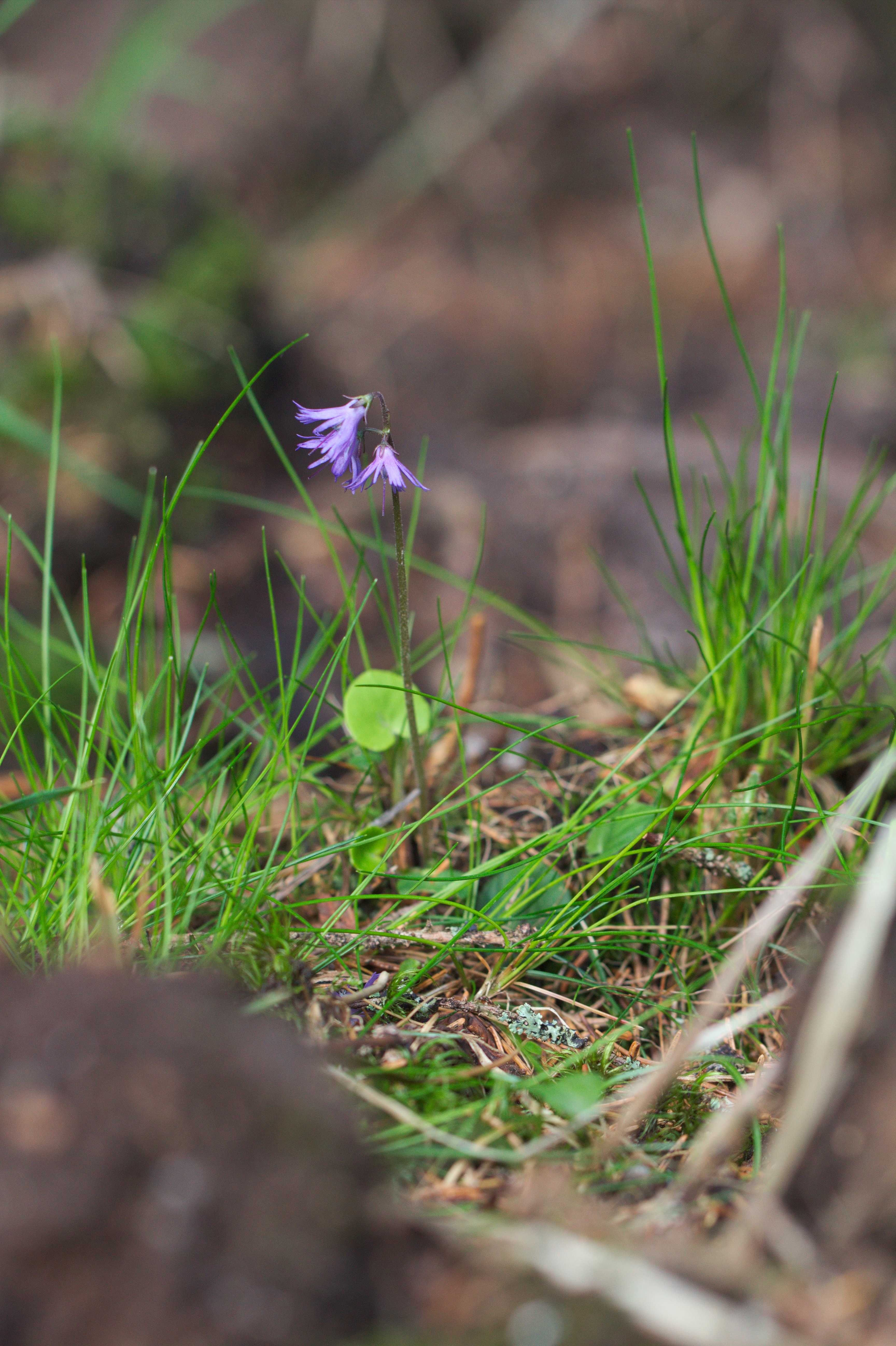